# Formula One Indoor Trophy de 1996
Formula One Indoor Trophy de 1996 foi a oitava e última edição do Formula One Indoor Trophy. A competição ocorreu nos dias 7 e 8 de Dezembro de 1996.

## Participantes
| Equipe/Scuderia                 | Construtor | Chassis | Motor                          | Pneus | Piloto               |
| ------------------------------- | ---------- | ------- | ------------------------------ | ----- | -------------------- |
| Equipe Ligier Gauloises Blondes | Ligier     | JS43    | Mugen-Honda MF-301 HA 3.0 V10  | G     | Shinji Nakano        |
| Equipe Ligier Gauloises Blondes | Ligier     | JS43    | Mugen-Honda MF-301 HA 3.0 V10  | G     | Olivier Panis        |
| Mild Seven Benetton Renault     | Benetton   | B196    | Renault RS8 3.0 V10            | G     | Giancarlo Fisichella |
| Mild Seven Benetton Renault     | Benetton   | B196    | Renault RS8 3.0 V10            | G     | Jarno Trulli         |
| Minardi Team                    | Minardi    | M195B   | Ford Cosworth Ford EDM3 3.0 V8 | G     | Giovanni Lavaggi     |
| Minardi Team                    | Minardi    | M195B   | Ford Cosworth Ford EDM3 3.0 V8 | G     | Tarso Marques        |

## Resultados

### Fase Preliminar
| Pos | Piloto               | Equipe             | Pontos |
| --- | -------------------- | ------------------ | ------ |
| 1   | Jarno Trulli         | Benetton-Renault   | 18     |
| 2   | Giancarlo Fisichella | Benetton-Renault   | 14     |
| 3   | Giovanni Lavaggi     | Minardi-Ford       | 10     |
| 4   | Shinji Nakano        | Ligier-Mugen Honda | 8 †    |
| 5   | Tarso Marques        | Minardi-Ford       | 6      |
| 6   | Olivier Panis        | Ligier-Mugen Honda | 2      |

† Por ter danificado seu carro, Nakano não pode competir na fase final. Assim, ele foi substituído por Tarso Marques

### Fase Final
|  | Semifinal            | Semifinal        |   |  | Final                | Final |  |
|  |                      |                  |   |  |                      |       |  |
|  |                      |                  |   |  |                      |       |  |
|  | Giancarlo Fisichella | 2                |   |  |                      |       |  |
|  | Tarso Marques        | 0                |   |  |                      |       |  |
|  |                      |                  |   |  |                      |       |  |
|  |                      |                  |   |  |                      |       |  |
|  |                      |                  |   |  | Giancarlo Fisichella | 2     |  |
|  |                      | Giovanni Lavaggi | 0 |  |                      |       |  |
|  |                      |                  |   |  |                      |       |  |
|  |                      |                  |   |  |                      |       |  |
|  |                      |                  |   |  |                      |       |  |
|  |                      |                  |   |  |                      |       |  |
|  | Jarno Trulli         | 0                |   |  |                      |       |  |
|  | Giovanni Lavaggi     | 2                |   |  |                      |       |  |

#### Resultado Final
| Formula One Indoor Trophy de 1996         |
| Giancarlo Fisichella                      |
| ----------------------------------------- |
| Giancarlo Fisichella Vencedor (1º título) |